# لبان عليا (مقاطعة دورود)
لبان عليا (بالفارسية: لبان علیا) هي قرية تقع في قسم سيلاخور الريفي (مقاطعة دورود) في إيران. يقدر عدد سكانها بـ 363 نسمة بحسب إحصاء 2016.